# Spinasteron woodstock
Spinasteron woodstock là một loài nhện trong họ Zodariidae.
Loài này thuộc chi Spinasteron. Spinasteron woodstock được Barbara C. Baehr miêu tả năm 2003.